# Esperanza López Parada
Esperanza López Parada (Madrid, 1962) és una poetessa espanyola.

## Biografia
Després de la seva tesi doctoral Bestiarios americanos: la tradición animalística en el cuento hispanoamericano contemporáneo, dirigida per Juana Martínez Gómez i premi extraordinari de tesi doctoral, va completar a la Reial Acadèmia d'Espanya a Roma la seva formació. És professora titular de literatura hispanoamericana a la Universitat Complutense de Madrid. Exerceix la crítica literària en el suplement cultural Babelia.

## Obra poètica
- Como fruto de fronteras (Arnao, 1984).
- Género de medallas, en col·laboració amb Ramón Cote (El Crotalón, 1985).
- Los tres días (Pre-textos, 1993).
- El encargo (Pre-textos, 2001).
- La rama rota (Pre-textos, 2006).

### Assaig i col·leccions d'articles
- Bestiarios americanos : la tradición animalística en el cuento hispanoamericano contemporáneo. Universidad Complutense de Madrid, Servicio de Publicaciones, 2000.
- Una mirada al sesgo : literatura hispanoamericana desde los márgenes. Editorial Iberoamericana, 1999.
- Las leyes de la frontera, los mapas del caos. Insula: Revista de letras y ciencias humanas, Nº 611, 1997 (exemplar dedicat a: "Águila o sol" Prosa mexicana I) pp. 24-28
- La imagen demostrada. Insula: Revista de letras y ciencias humanas, Nº 638, 2000, pp. 15-16.
- El roce de las imágenes: sobre la invención de Morel. Revista de Occidente, Nº 121, 1991, pp. 122-132.
- Esperanza López Parada. La Página, núm. 27, 1997 (ejemplar dedicado a: Poesía española última), pp. 15-18.
- Con una forma clara que tuvo ruiseñores. Academia: Boletín de la Real Academia de Bellas Artes de San Fernando, núm. 86, 1998, pp. 275-278.
- Poesía joven, poesía del afuera, poesía oculta. Insula: Revista de letras y ciencias humanas, núm. 565, 1994 (ejemplar dedicado a: Los pulsos del verso: última poesía española), pp. 9-11.
- Un ángel paciente o la resistencia de los mitos: García Márquez y su señor viejo con alas enormes. Revista anthropos: Huellas del conocimiento, núm. 187, 1999 (ejemplar dedicado a: Gabriel García Márquez: la vocación de un narrador de los eventos de la cotidianidad), pp. 80-83.
- La marginalia: el sueño de una literatura desordenada. Narrativa y poesía hispanoamericana (1964-1994) / coord. por Paco Tovar, 1996, pp. 15-22.
- El poeta urbanista: planificación de Buenos Aires en Leopoldo Lugones. Actas del XIV Congreso de la Asociación Internacional de Hispanistas : Nueva York, 16-21 de julio de 2001 / coord. por Isaías Lerner, Roberto Nival, Alejandro Alonso, v. 4, 2004 (Literatura hispanoaméricana), pp. 373-381.
- Hombres vencidos de la fuerza del viento: náufragos en las costas de la literatura colonial. Actas del IV Congreso Internacional de la Asociación Internacional Siglo de Oro (AISO) : (Alcalá de Henares, 22-27 de julio de 1996), v. 2, 1998, pp. 927-936.
- La lengua ausente: la traducción como relato en Ricardo Piglia : la escritura y el arte nuevo de la sospecha / coord. por Daniel Mesa Gancedo, 2006, pp. 73-87.

### Traduccions
- Pájaros de Saint-John Perse. Editorial Pre-textos, 1997.
- El tiempo cautivo de Dominique Sampiero. Editorial Pre-textos, 1999.
- Berlín, villa y corte de Jules Laforgue. Editorial Pre-textos, 2005.

### Pròlegs
- Poesía antología personal de Álvaro Mutis; prólogo de Esperanza López Parada .Publicac. Barcelona, Áltera, 2002.
- El que oye llover: poesía reunida 1978-2006 de Luis Suñén ; prólogo de Esperanza López Parada.Madrid, Dilema, 2007.